# Пат Бонер
Патрик Џозеф Бонер (енгл. Patrick Joseph Bonner; 24. мај 1960) бивши је ирски фудбалер, играо је на позицији голмана.

## Каријера
Године 1978. менаџер Џок Стин довео га је у Селтик из Глазгова. Бонер је у клубу остао целу каријеру све до 1998. године и освојио четири титуле првака (1981, 1982, 1986 и 1988). За Селтик је бранио на укупно 641 утакмици, од тога чак 483 у првенству. Са репрезентацијом Ирске учествовао је као први голман једном на Европском првенству 1988. у Западној Немачкој, на два Светска првенства 1990. у Италији и 1994. године у САД. Национални херој је постао током извођења једанаестераца у осмини финала Светског првенства 1990. против Румуније, када је одбранио пенал Данијела Тимофтеа и помогао свом тиму да учествује у историјском четвртфиналу Светског првенства.
Након завршетка играчке каријере, радио је као технички директор у Фудбалском савезу Ирске. Његов син Ендру играо је на позицији нападача за ирске омладинске селекције и шкотски клуб Камбусланг. Има и кћерку која се зове Мелиса.

## Успеси
Селтик
- Шампион Шкотске:  1980/81, 1981/82, 1985/86, 1987/88.
- Куп Шкотске: 1979/80, 1987/88, 1988/89, 1994/95.
- Лига куп Шкотске: 1982/83.